# 2023年世界盃男籃新北熱身賽
2023年世界盃男籃新北熱身賽（英語：2023 Basketball World Cup New Taipei City Warm-up Series）為T1聯盟於2023年8月19日至8月22日在臺灣新北市立新莊體育館主辦的2023年世界盃男籃熱身賽。
2023年1月18日，立陶宛籃球協會秘書長巴拉邱納斯（Mindaugas Balaciunas）介紹2023年度協會計畫時提及想在臺灣舉辦男籃錦標賽。2月13日，T1聯盟宣布與新北市政府以及悍創運動行銷爭取下，8月中在新北市立新莊體育館舉辦世界盃男籃新北熱身賽，有立陶宛男籃、法國男籃與拉脫維亞男籃三隊參與；T1聯盟秘書長張樹人表示立陶宛貿易代表處在1月時找上T1聯盟，詢問T1聯盟是否有意願舉辦世界盃男籃熱身賽。2月17日，舉行世界盃男籃新北熱身賽啟動簽約記者會，賽事由T1聯盟主辦、悍創運動行銷執行、立陶宛籃球協會邀請參賽隊伍，新北市政府為指導單位；世界盃男籃新北熱身賽預定於8月18日至8月22日舉辦，立陶宛男籃、法國男籃與拉脫維亞各男籃有兩場比賽，總共會有三場比賽。5月25日，立陶宛籃球協會公布立陶宛男籃的熱身賽賽程，8月19日、22日在臺灣先後對上波多黎各男籃與拉脫維亞男籃，由於拉脫維亞男籃與法國男籃分組抽籤在H組，改由B組的波多黎各男籃頂替法國男籃。6月28日，賽程在賽事發佈記者會中公布8月19日由立陶宛男籃對上波多黎各男籃，8月20日由波多黎各男籃出戰拉脫維亞男籃，8月22日為拉脱維亞男籃與立陶宛男籃的對決。

## 比賽日誌
| 2023年8月19日 14:00 |

| 賽後數據 |

| 立陶宛 93–80 波多黎各                                                                      |  |                                                                                 |
| 每節分數： 25–22、26–18、17–20、25–20                                                      |  |                                                                                 |
| 得分： Jonas Valančiūnas（20） 篮板： Jonas Valančiūnas（11） 助攻： Rokas Jokubaitis（5） |  | 得分： Jordan Howard（18） 篮板： Ismael Romero（8） 助攻： Tremont Waters（7） |

| 2023年8月20日 14:00 |

| 賽後數據 |

| 波多黎各 72–84 拉脫維亞                                                        |  |                                                                                              |
| 每節分數： 13–14、20–21、18–23、21–26                                          |  |                                                                                              |
| 得分： Ismael Romero（14） 篮板： Arnaldo Toro（8） 助攻： Tremont Waters（3） |  | 得分： Rolands Šmits / Artūrs Žagars（14） 篮板： Klāvs Čavars（6） 助攻： Aigars Šķēle（5） |

| 2023年8月22日 19:00 |

| 賽後數據 |

| 拉脫維亞 69–93 立陶宛                                                               |  |                                                                                            |
| 每節分數： 12–30、14–31、22–15、21–17                                               |  |                                                                                            |
| 得分： Anžejs Pasečņiks（15） 篮板： Rolands Šmits（8） 助攻： Kristers Zoriks（4） |  | 得分： Jonas Valančiūnas（16） 篮板： Donatas Motiejūnas（7） 助攻： Rokas Jokubaitis（4） |